# Eduardo Aranda
Eduardo Aranda (Asunción, Paraguai, 28 de gener de 1985) és un futbolista paraguaià. Va disputar 5 partits amb la selecció de Paraguai.

## Estadístiques
El jugador ha estat internacional amb la selecció de Paraguai. Pel que fa a clubs, destacà al Club Nacional de Football d'Uruguai, Vasco da Gama de Brasil, Olimpia d'Asunción i JEF United Chiba.
| Selecció de Paraguai | Selecció de Paraguai | Selecció de Paraguai |
| Anys                 | Partits              | Gols                 |
| -------------------- | -------------------- | -------------------- |
| 2012                 | 1                    | 0                    |
| 2013                 | 0                    | 0                    |
| 2014                 | 0                    | 0                    |
| 2015                 | 4                    | 0                    |
| Total                | 5                    | 0                    |